# Aurora Airlines (Russland)
Aurora Airlines (russisch Авиакомпания Аврора) ist eine russische Fluggesellschaft mit Sitz in Juschno-Sachalinsk und Basis auf dem Flughafen Juschno-Sachalinsk. 

## Geschichte
Aurora wurde Ende 2013 durch ihre Eigentümerin Aeroflot gegründet, als sie Vladivostok Avia und SAT Airlines zu einer Gesellschaft zusammenschloss. Der Betrieb begann am 8. Dezember 2013 mit einem Flug von Chabarowsk nach Krasnojarsk.
Im Dezember 2020 oder Januar 2021   wurde die  Beteiligung der Aeroflot an Aurora von 51 Prozent an die Regionalregierung von Sachalin verkauft.
Im April 2022 wurde die Gesellschaft auf die als „Schwarze Liste“ bezeichnete EU-Flugsicherheitsliste gesetzt und ihr damit der Betrieb in der EU untersagt. Grund dafür war, dass die russische Föderale Agentur für Lufttransport russischen Gesellschaften erlaubt hatte, ausländische Luftfahrzeuge ohne gültiges Lufttüchtigkeitszeugnis zu betreiben.

## Flotte

### Aktuelle Flotte

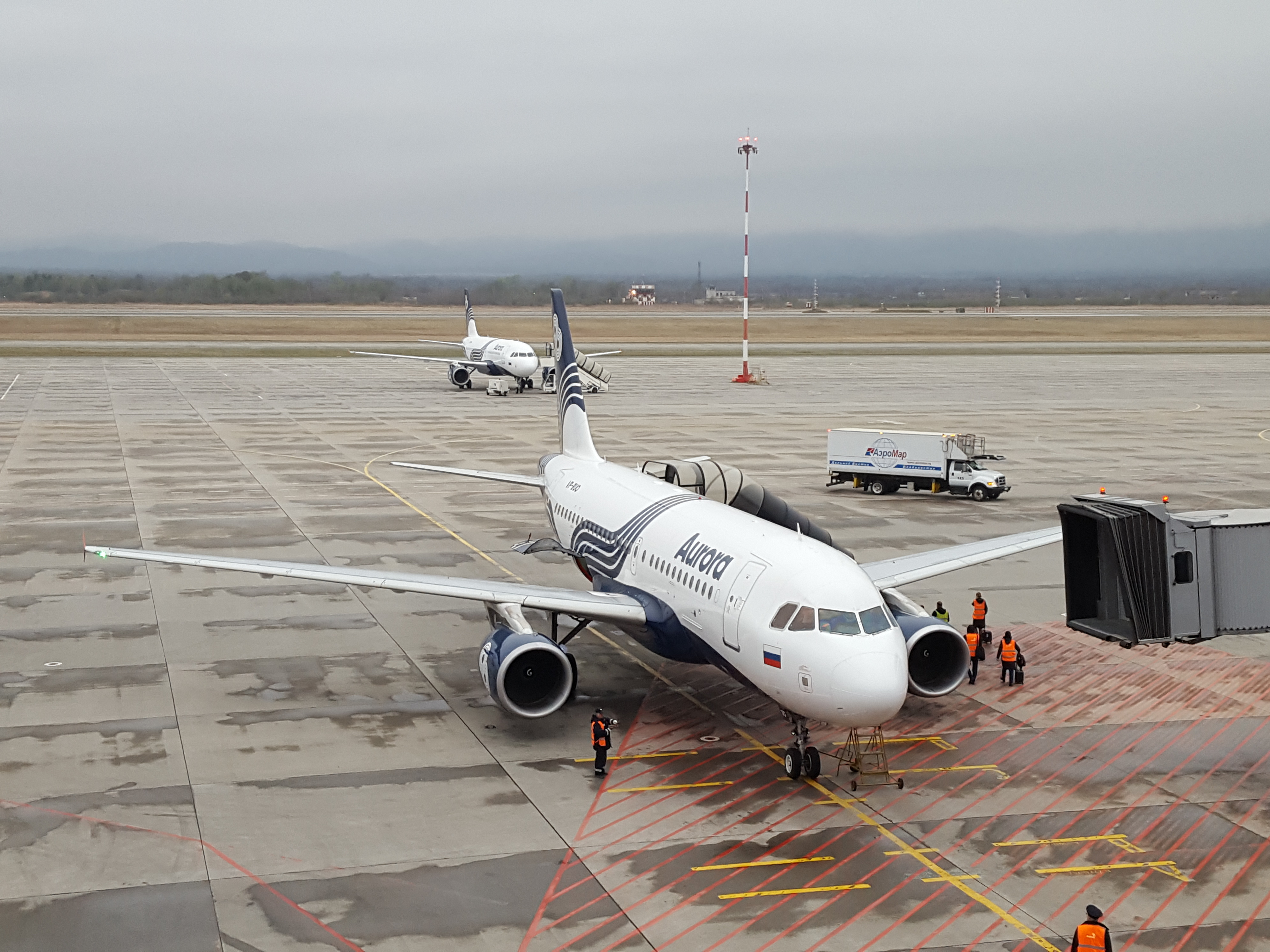
Airbus A319 am Flughafen Wladiwostok

Mit Stand Januar 2024 besteht die Flotte der Aurora aus 19 Flugzeugen mit einem Durchschnittsalter von 16,9 Jahren:
| Flugzeugtyp                   | Anzahl | bestellt | Anmerkungen | Sitzplätze | Durchschnittsalter (Januar 2024) |
| ----------------------------- | ------ | -------- | ----------- | ---------- | -------------------------------- |
| Airbus A319-100               | 08     |          |             | 128        | 18,1 Jahre                       |
| De Havilland DHC-6 Twin Otter | 03     |          |             | 19         | 10,1 Jahre                       |
| De Havilland DHC-8-200        | 02     |          |             | 37         | 27,3 Jahre                       |
| De Havilland DHC-8-300        | 01     |          |             | 50         | 27,5 Jahre                       |
| De Havilland DHC-8-400        | 05     |          |             | 70 71      | 12,8 Jahre                       |
| Gesamt                        | 19     | -        |             |            | 16,9 Jahre                       |

### Ehemalige Flugzeugtypen
Aurora Airlines betrieb in der Vergangenheit auch Flugzeuge des Typs Boeing 737.